# 대전동부소방서
대전동부소방서(大田東部消防署, Daejeon Dongbu Fire station)는 대전광역시 동구의 일부와 대전광역시 중구의 일부를 관할하는 대전광역시 소방본부 산하의 소방서이다.
소방서장은 소방정으로 보한다.

## 연혁
- 1946년 11월 1일: 대전소방서 개서
- 1985년 12월 10일: 서대전소방서 분리
- 1991년 5월 15일: 대전대덕소방서(구.대전동부소방서) 분리, 대전중부소방서로 변경
- 2019년 1월 1일: 대전동부소방서로 변경
- 2019년 4월 12일 : 가양동으로 신청사 이전

## 조직
| - 소방행정과 - 소방행정팀 - 예산장비팀 | - 예방안전과 - 예방대책팀 - 예방지도팀 | - 현장대응과 - 훈련팀 - 구조구급팀 - 진압팀 |

## 관할센터 및 관할구역
대전중부소방서는 6개의 119안전센터와 1개의 구조구급대를 산하에 두고 있다.
| 명칭                         | 사진 | 주소                | 관할구역                                                     | 지역대 |
| ---------------------------- | ---- | ------------------- | ------------------------------------------------------------ | ------ |
| 가양119안전센터              |      | 동구 계족로 300     | 동구 가양1·2동, 성남동, 중앙동 일부                          |        |
| 원동119안전센터              |      | 동구 선화로196길 48 | 동구 신인동, 대동, 중앙동 일부, 중구 은행선화동 일부         |        |
| 부사119안전센터              |      | 중구 대종로 373     | 중구 대흥동, 문창동, 부사동, 석교동                          |        |
| 산내119안전센터              |      | 동구 산내로 1332    | 동구 효동, 산내동                                            |        |
| 용운119안전센터              |      | 동구 용운로151길 88 | 동구 대청동, 판암1·2동, 용운동, 자양동                       |        |
| 삼성119안전센터              |      | 동구 태전로 134     | 동구 삼성동, 중앙동 일부, 중구 은행선화동 일부, 목동, 중촌동 |        |
| 대전중부소방서 119구조구급대 |      | 동구 계족로 300     | 대전광역시 동구, 중구                                        |        |

## 사건사고
- 1961년 11월 1일에 화재를 진압하던 도중 1명이 순직하였다.[4] 당시에는 대전소방서였다.

## 같이 보기
- 대한민국 소방청
- 대한민국의 소방
- 소방관 계급